# Wolfgang Binding
Wolfgang Binding (* 1937 in München) ist ein deutscher Bildhauer und Grafiker.

## Leben und Wirken
Der in München geborene aber in Köln aufgewachsene Wolfgang Binding, Bruder des späteren Kunsthistorikers Günther Binding, begann nach seinem Abitur 1957 eine Lehre zum Bildhauer und Steinmetz an der Dombauhütte Köln. Anschließend wechselte er an die Kunstakademie Düsseldorf, wo er von 1959 bis 1963 unter anderem als Meisterschüler von Zoltan Székessy Bildhauerei studierte. Kurz vor Ende dieses Studienabschnittes wurde Binding 1962 mit dem Ernst-Poensgen-Preis der Kunstakademie Düsseldorf und 1963 mit dem Förderpreis für Bildhauerei der Stadt Köln ausgezeichnet. Mit Hilfe eines DAAD-Stipendiums konnte er seine Studien in den folgenden zwei Jahren im Ausland an den Universitäten von Alexandria und Kairo vertiefen.
Nach seiner Rückkehr arbeitete Binding von 1965 bis 1975 als Assistent bei Elmar Hillebrand, welchen er von seiner Zeit an der Kölner Dombauhütte her kannte, an der Fakultät für Architektur der RWTH Aachen. Nachdem er sich 1973 für das Fach Plastik habilitiert hatte, übernahm er in den Jahren 1975 und 1976 zunächst eine Gastprofessur an der Northern Michigan University und wurde anschließend an seiner bisherigen Fakultät zum ordentlichen Professor für Bildhauerei ernannt. Nach seiner Emeritierung im Jahre 1993 ließ sich Binding als freischaffender Künstler im belgischen Eynatten nieder. Dort richtete er ein Atelier ein, das Teil der „Kunstroute Weser-Göhl“ ist.

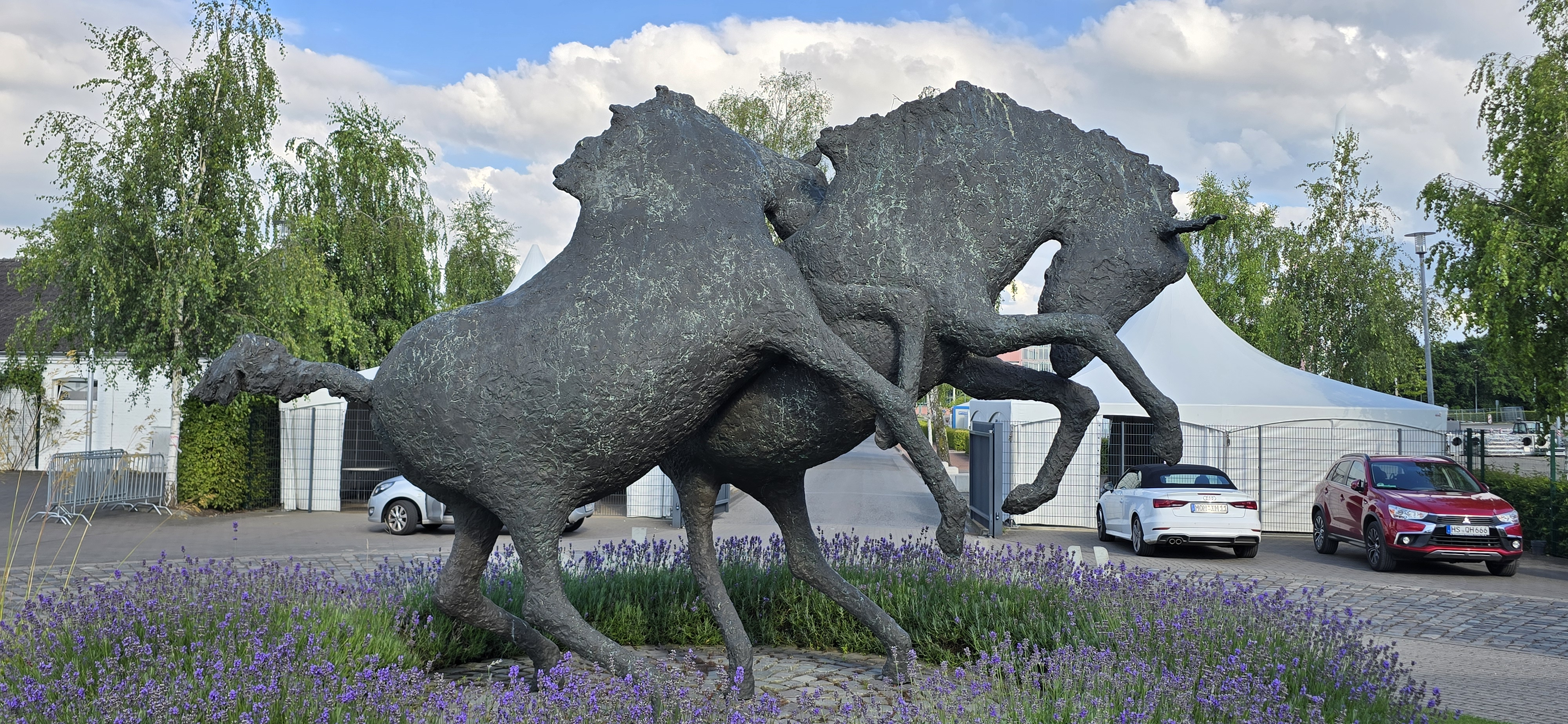
Spielende Pferde, Aachen

Schwerpunkt der praktischen Arbeiten Bindings waren die Schaffung von Plastiken, Brunnen und Denkmälern für mehrere Städte in Deutschland und in der Schweiz. In einem breiten Spektrum an zahlreichen Tier- und Menschenfiguren drückt er seine Begeisterung und Wertschätzungen für alle Lebewesen aus. Er stellt Mensch und Tier immer in vollkommen natürlichen und zugleich ganz eigenen Haltungen dar und nicht in einer gestellten Pose. Besonders in seinen expressiven Tierdarstellungen mit ihren naturalistisch anmutenden, unregelmäßigen Oberflächen spiegelt sich eine gewisse Leichtigkeit bis hin zur Schalkhaftigkeit wider. Selbst seine tonnenschwere Großplastik der Spielenden Pferde für die Weltreiterspiele 2006 in Aachen wirkt noch schwungvoll und elegant. Standfestigkeit und Stärke besitzt dagegen beispielsweise die Ziegen-Großplastik, die von dem Solomon R. Guggenheim Museum in New York City gekauft wurde.
Ein Großteil seines künstlerischen Schaffens einschließlich der zahlreichen farbigen Grafiken und Zeichnungen, die wie Skizzen oft der bildhauerischen Arbeit vorangegangen waren, stellte Binding immer wieder und nach seiner Emeritierung verstärkt in Galerien im In- und Ausland aus. Neben regelmäßigen Teilnahmen an Ausstellungen von Kölner Künstlern im Kölnischen Kunstverein und des Bergischen Künstlerkreises waren seine Arbeiten unter anderem in Bensberg, Düsseldorf, Bonn, Göttingen und an der Galerie der Northern Michigan University zu besichtigen. Oftmals beschickt er die Ausstellungen gemeinsam mit renommierten Künstlern und in den letzten Jahren bevorzugt mit seiner Tochter Stephanie Binding, die in Bremen und Wien ebenfalls Bildhauerei und Druckgraphik studierte und seit 2008 künstlerische Mitarbeiterin am Lehrstuhl für Bildnerische Gestaltung der RWTH ist.
Wolfgang Binding ist darüber hinaus Mitglied im Aachener Regionalclub von Rotary International. Für das vom Aachener Rotaryclub veranstaltete jährliche Sprachturnier der Gymnasien im Raum Aachen entwarf er eigens die als Wanderpreis gedachte Skulptur, die bereits zweimal vom Pius-Gymnasium Aachen gewonnen werden konnte.

## Ausstellungen (Auswahl)
- 1974: Wolfgang Binding und Willy Gallinowski, Suermondt-Ludwig-Museum, Aachen
- 1980: Plastiken, Leopold-Hoesch-Museum, Düren
- 2002: Sommergalerie Fieberbrunn, Tirol
- 2006: Wolfgang Binding (Plastik und Zeichnung) und Stephanie Binding (Grafik), Galerie Incontro, Eitorf/Sieg[4]
- 2006: Das kleine Kunstfenster – Wolfgang Binding (Skulpturen) und Peter Loew (Malerei), RRB Hochfilzen, Tirol
- 2007: Wolfgang Binding (Skulpturen) und Rudolf Schmidt (Malerei), Galerie Reimus, Essen
- 2008: Tierische Ansichten, Jubiläumsausstellung Galerie Reimus, Essen
- 2008: Wolfgang Binding (Plastiken und Zeichnungen) und Stephanie Binding (Grafiken und Zeichnungen), Galerie Heidefeld & Partner, Krefeld[5]
- 2010: Wolfgang Binding (Skulpturen) und Werner Zöhl (Malerei), Galerie Reimus, Essen
- 2011: Skulpturensommer, Galerie Depelmann, Langenhagen
- 2018/2019: Lebendige Form – Bronzen und Zeichnungen, Suermondt-Ludwig-Museum, Aachen

## Werke (Auswahl)
- Herwart Opitz, Büste im Foyer des Werkzeugmaschinenlabors WZL der RWTH Aachen, 1979
- Heiliger Georg, Aachen, 1980
- Bärbelchen, Alsdorf, 1982
- Ponyführerin, Tierpark Aachen, 1983
- Spiel- und Erlebnisbrunnen, Bergheim, 1984
- Eselreiterin, Stolberg, 1986
- Entenfänger, Tierpark Aachen, 1986
- Kuhjunge schiebt Kuh, Brunnenanlage Aachen-Eilendorf, 1988
- Wildpferde, Eichengrünplatz Dülmen 1990
- Matthias Overstolzen, Figur am Turm des Kölner Rathauses, 1990er Jahre
- Gerhard Overstolzen, Figur am Turm des Kölner Rathauses, 1990er Jahre
- Spielende Pferde, Aachen, 2006

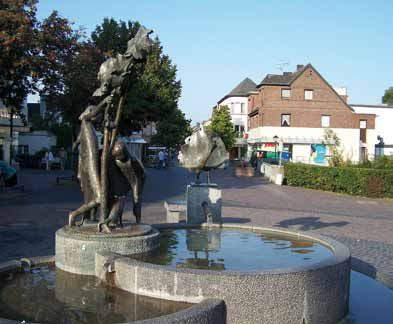
Spiel- und Erlebnisbrunnen, Bergheim
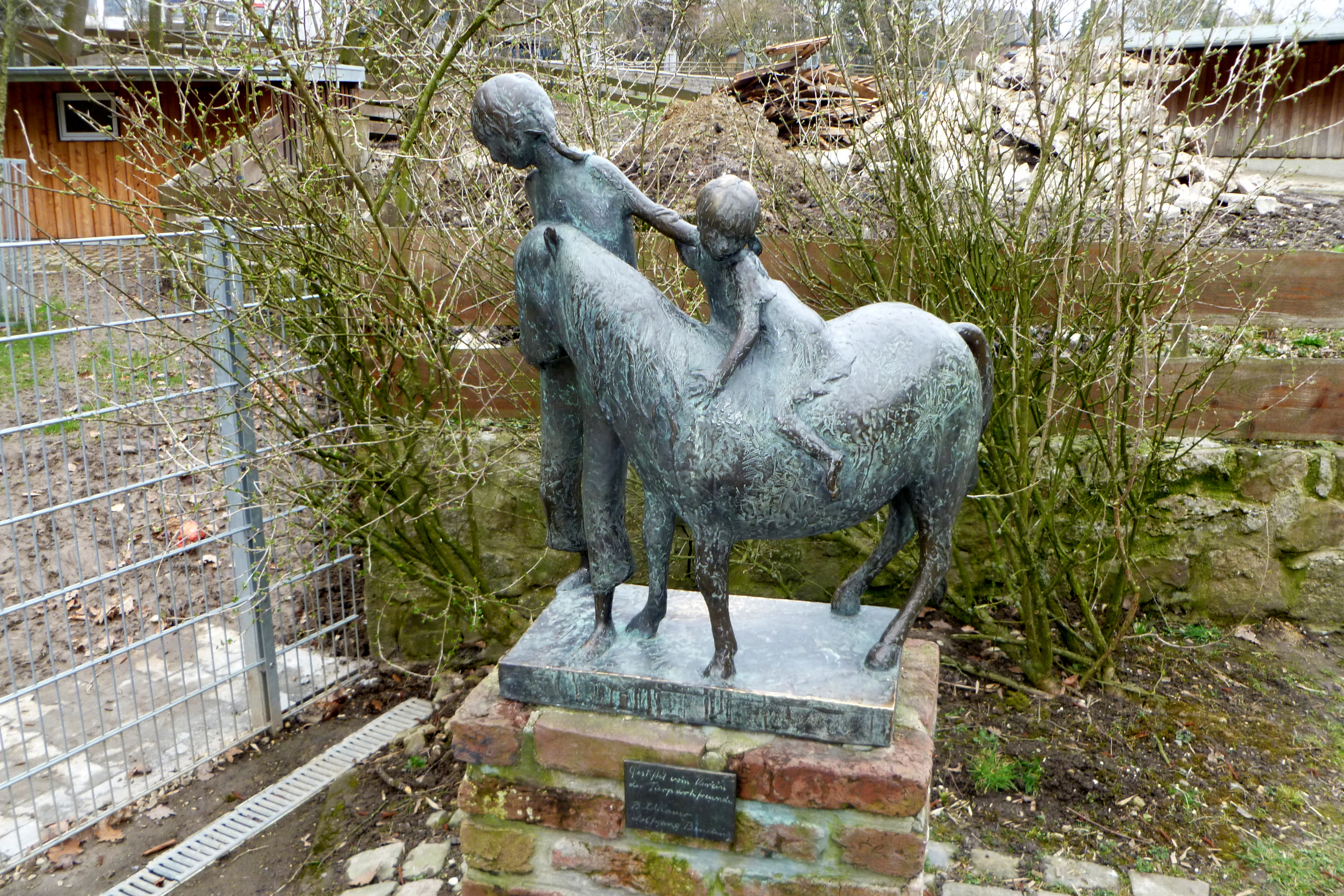
Ponyführerin, Tierpark Aachen
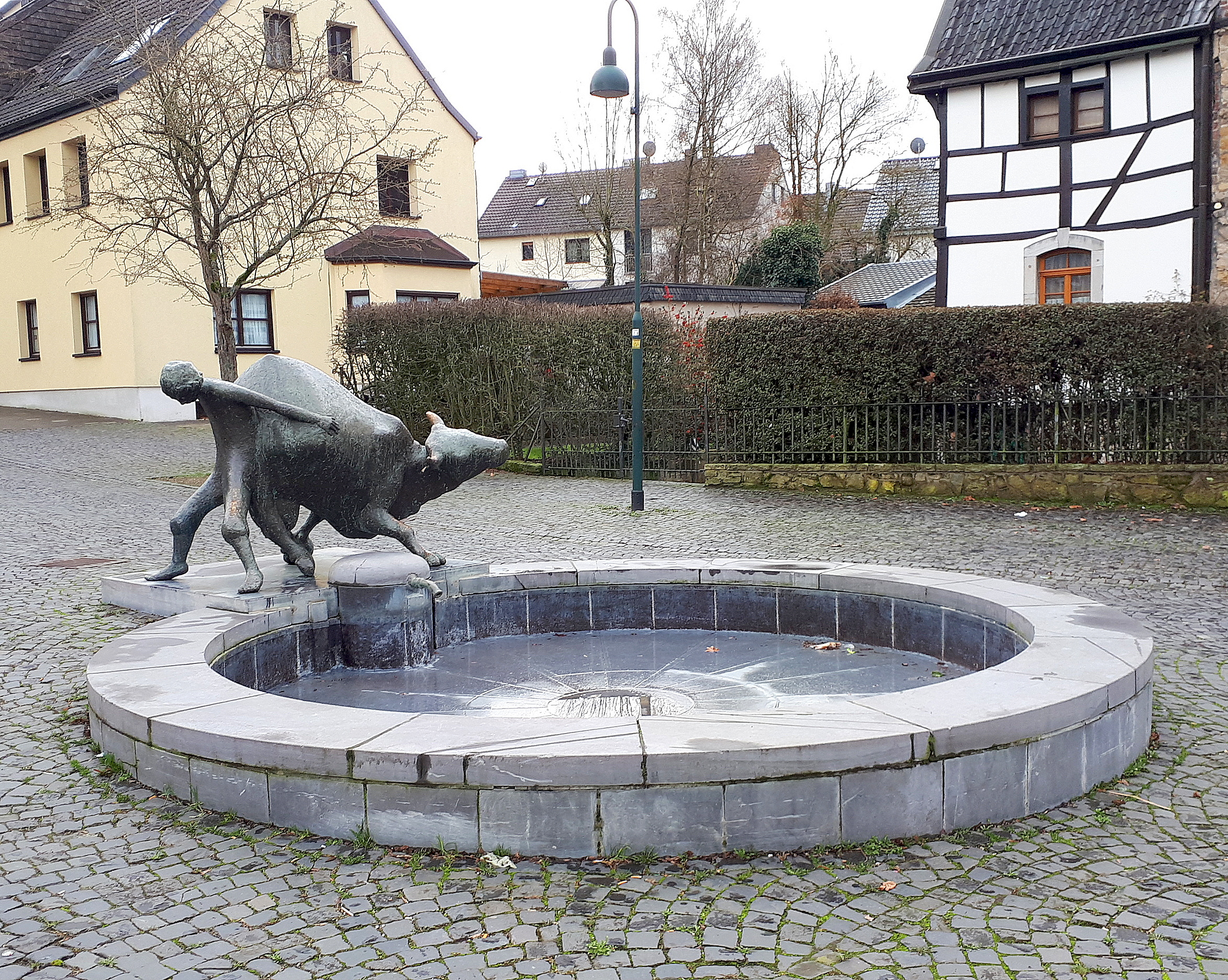
Kuhbrunnen, Eilendorf
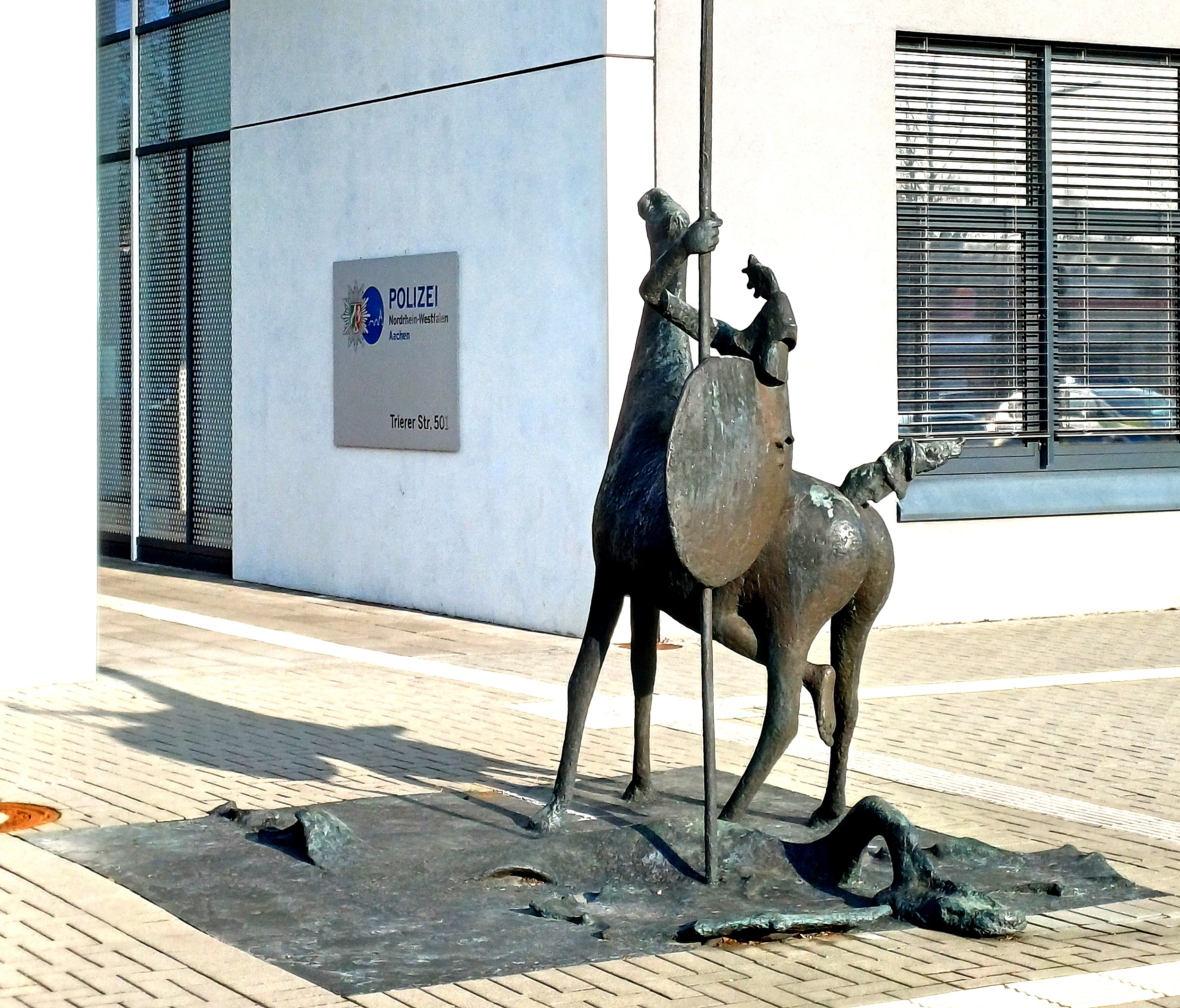
St. Georg, Neues Polizeipräsidium Aachen